# غوردون بار
غوردون بار (بالإنجليزية: Gordon Parr)‏ (6 ديسمبر 1938 في المملكة المتحدة - ) هو لاعب كرة قدم بريطاني في مركز نصف الجناح. لعب مع نادي بريستول سيتي وووترفورد يونايتد ونادي مينهيد.

## وصلات خارجية
- غوردون بار على موقع قاعدة بيانات كرة القدم.إي يو (الإنجليزية)